# Maczużnik rurkowaty

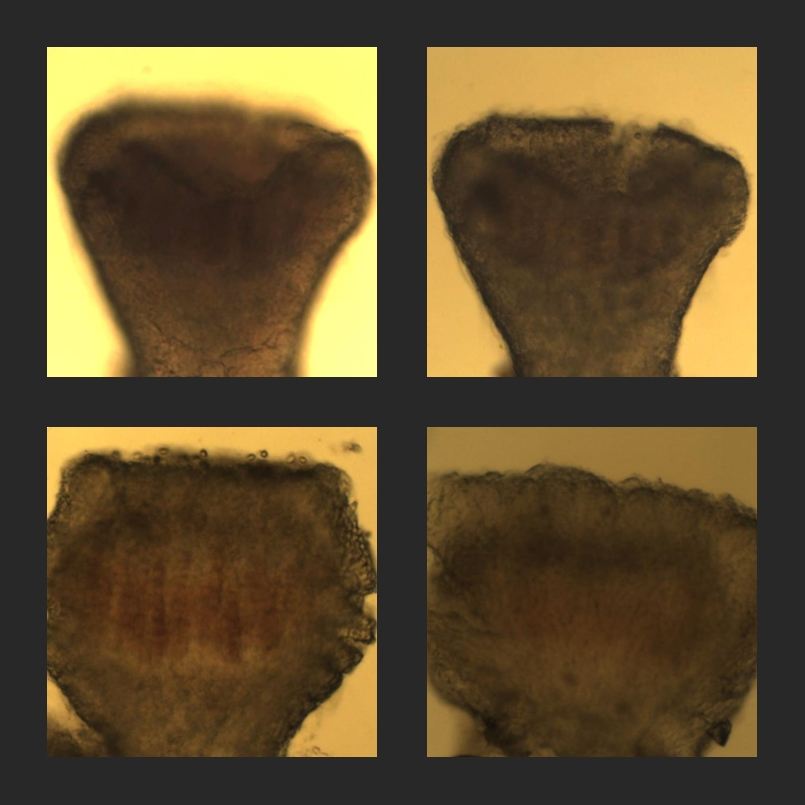
Apotecja

Maczużnik rurkowaty (Sphinctrina tubaeformis A. Massal.) – gatunek grzybów z rodziny Sphinctrinaceae. Grzyb naporostowy.

## Systematyka i nazewnictwo
Pozycja w klasyfikacji według Index Fungorum: Sphinctrina, Sphinctrinaceae, Mycocaliciales, Mycocaliciomycetidae, Eurotiomycetes, Pezizomycotina, Ascomycota, Fungi.
Po raz pierwszy opisał go w 1853 r. Abramo Bartolommeo Massalongo na plesze Pertusaria wulfenii we Włoszech i nadana przez niego nazwa naukowa jest aktualna. Synonimy nazwy naukowej:
- Calicium tubaeforme (A. Massal.) Seym. 1929
- Cyphelium tubaeforme (A. Massal.) A. Schneid. 1898

Polska nazwa według W. Fałtynowicza.

## Morfologia
Plecha zanurzona, brak fotobiontu. Owocniki beztrzonowe lub z krótkim trzonem, czarne, ciemnobrązowe lub czerwonawobrązowe, główkowate, kuliste lub jajowate. Mazaedium dobrze rozwinięte, czarne, ekscypulum obrze rozwinięte, często nieco pogrubione na krawędziach, składające się ze strzępek ciemnobrązowych do czerwonobrązowych lub częściowo bladych i splątanych. Hypotecjum szkliste lub ochrowożółte. Worki cylindryczne, rozpadające się dość późno, utworzone wyłącznie z workotwórczych strzępek z pastorałkami, nieamyloidalne, o długości 30–75 µm, jednorzędowe, 4–8-zarodnikowe. Askospory proste, półkuliste, o średnicy 4,5–10 µm, lub elipsoidalne o średnicy 4–16 × 3–9,5 µm, o ściance grubej i ciemnej, w stadiach półdojrzałych ze szklistą, galaretowatą powłoką. Dojrzałe askospory gładkie lub ozdobione prążkami lub brodawkami, które nie pękają po osiągnięciu dojrzałości. Worki niektórych gatunków zawierają pigment, który pod działaniem KOH wybarwia się intensywnie czerwono. Brak kwasów porostowych, nie zaobserwowano także konidiomów.

## Występowanie i siedlisko
Występuje na wielu wyspach i wszystkich kontynentach poza Antarktydą. W Polsce W. Fałtynowicz w 2003 r. przytoczył 3 stanowiska (pod nazwą Spinthricina tubiformis), wszystkie sprzed II wojny światowej.
Pasożyty lub komensale rozwijające się na porostach, głównie z rodzaju Pertusaria (otwornica) żyjących na korze, czasem także na skałach, rzadko na porostach z rodzajów Lecanora (misecznica) i Diploschistes (słojecznica). W Polsce notowane na otwornicy misecznicowatej (Pertusaria hymenea) i plamicy plamistej (Arthonia arthonioides).